# Helmut Hartung
Helmut Hartung (* 16. Oktober 1929 in Waltershausen; † 3. September 2015) war ein deutscher Maler und Grafiker.

## Leben und Werk
Nach einer Lehrausbildung als Bau- und Möbeltischler studierte Hartung von 1949 bis 1954 bei Rudolf Bergander, Fritz Dähn, Erich Fraaß und Wilhelm Rudolph an der Hochschule für Bildende Künste Dresden (HfBK). Schon als Student durfte er 1953 mit zwei Bildern an der Dritten Deutschen Kunstausstellung in Dresden teilnehmen. Seit dem Studium unterhielt Hartung eine enge Künstlerfreundschaft mit Egon Pukall, mit dem er von 1966 bis 1973 auch zusammenarbeitete.
Nach dem Studium war Hartung bis 1956 an der HfBK Aspirant bei Heinz Lohmar, dann freischaffender Künstler in Dresden. Von 1976 bis zum Eintritt in den Ruhestand war er in der Abteilung Abendstudium der HfBK in der Lehre tätig war, zuletzt als Dozent.
Bilder Hartungs wurden von Betrieben und Institutionen der DDR in Auftrag gegeben oder erworben, u. a. 1959 vom Sachsenwerk Niedersedlitz das auf der Vierten Deutschen Kunstausstellung in Dresden ausgestellte Tafelbild Soldat Zwilikow (Öl, 130 × 100 cm, 1958) und von der Wismut AG die Druckgrafik Erben (1996) und das Tafelbild Stillleben mit Bergmannsuniform (1996). Von der NVA wurde Hartung beauftragt, ein Bild von einer Vereidigungs-Zeremonie zu fertigen, das ein Geschenk für Walter Ulbricht werden sollte. Rudolf Bergander hatte den Auftrag abgelehnt, und Hartung stellte das Bild 1953 fertig.

## Ehrungen
- 2006 und 2008 (für sein Lebenswerk) Kunstpreis der Freimaurerstiftung Dresden[8]

## Werke (Auswahl)
- Thüringer Gans (1952, Öl)[9]
- Sport und Technik (1953, Öl, 120 × 70 cm)[10]
- Junge Kindergärtnerin (um 1953, Öl, 58 × 75 cm)[11]
- Porträt des Arbeiterforschers H. Wellhöfer (1961, Öl, 110 × 80 cm)[12]
- Wolfgang Berger, Chorleiter der Dresdner Philharmonie (1962, Öl, 95 × 90 cm)[13]
- Brigadier Biebrach (1962, Öl, 100 × 80 cm)[14]
- Soldatenporträt (1964, Mischtechnik)[15]
- Spätsommerlandschaft (vor 1972, Öl, 65 × 89 cm; Sächsischer Kunstfonds)[16]
- Junger Arbeiter (1974, Öl, 122,5 × 102,5 cm; Sächsischer Kunstfonds)[17]

## Teilnahme an wichtigen Ausstellungen in der DDR
- 1953, 1958/1959 und 1962/1963: Dresden, Dritte bis Fünfte Deutsche Kunstausstellung
- 1957: Berlin, Ausstellungspavillon Werderstraße („Junge Künstler der DDR“)
- 1960: Dresden („Junge Künstler“)
- 1972, 1974 und 1979: Dresden, Bezirkskunstausstellungen
- 1981: Dresden, Ausstellungszentrum am Fučík-Platz („25 Jahre NVA“)